# Okręg miejski Komenda-Edina-Eguafo-Abirem
Komenda/Edina/Eguafo/Abirem (potocznie KEEA) jest dystryktem w Regionie Centralnym w Ghanie, ze stolicą w Elmina.
Dystrykt graniczy od południa z Oceanem Atlantyckim, od wschodu z dystryktem Cape Coast, od zachodu z dystryktem Mpohor-Wassa East w Regionie Zachodnim i od północy z dystryktem Twifo-Hemang-Lower Denkyira.

## Główne miasta
Elmina, Komenda, Agona, Kissi, Bantoma, Bronyibima, Besease, Aborodeano, Domenase.